# Perellonada

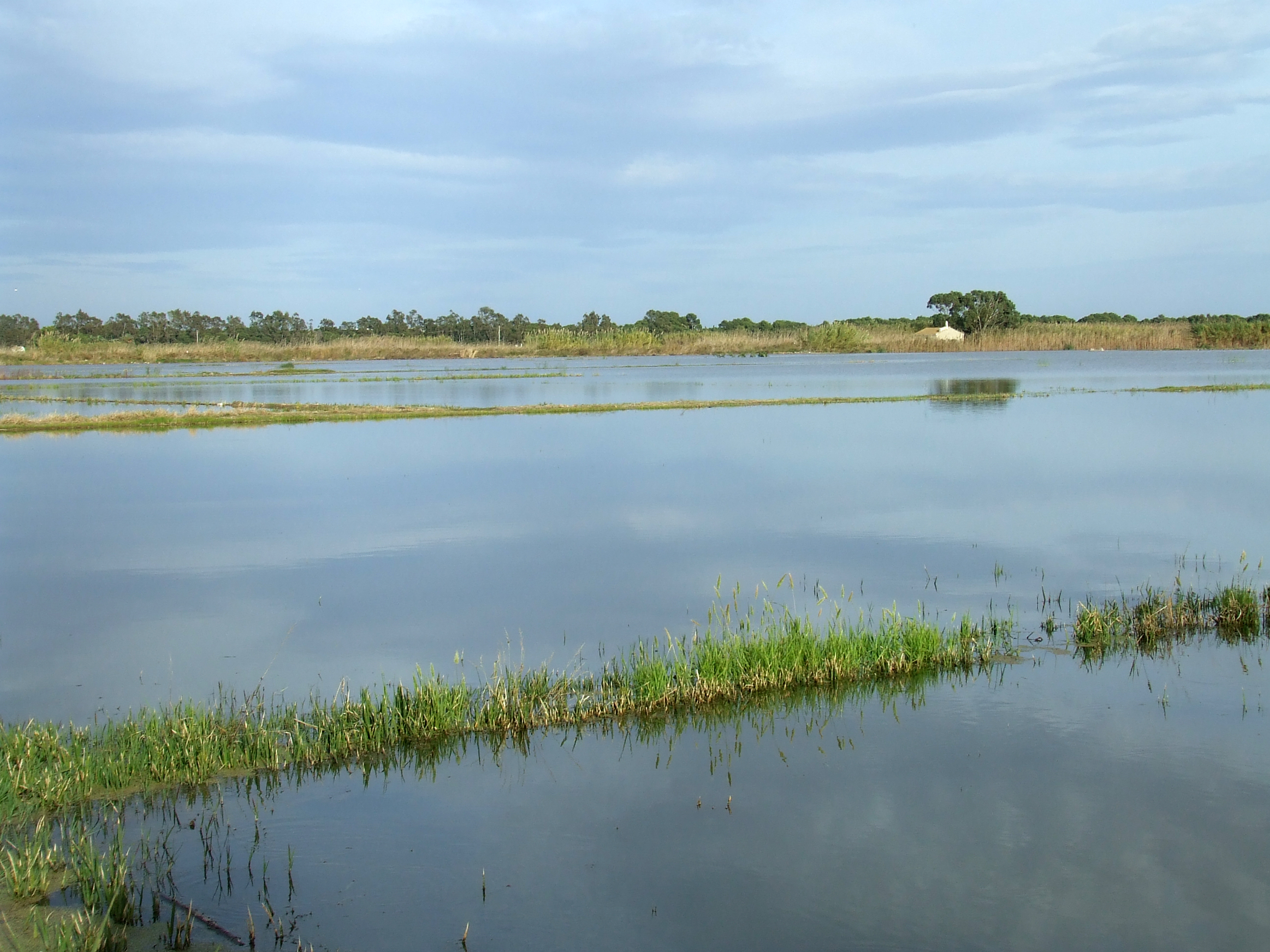
Camps d'arròs inundats

La Perellonada és el nivell màxim i la inundació artificial que es realitza a l'Albufera de València a l'hivern, pren el nom del Perelló i el Perellonet, llocs on estan les comportes.
Entre mitjans d'octubre o primers de novembre fins a primers o mitjans de gener, augmenten el nivell del llac cobrint-se les 18.000 Has. d'arrossars que l'envolten fins a ocupar l'extensió de làmina d'aigua que tenia l'albufera al segle xviii. El nivell màxim de l'Albufera o Perellonada suposa un increment de 50 a 60 centímetres d'aigua. Cada any al mes de gener s'obrin les comportes iniciant-se el desguàs natural de camps i séquies, i després forçat amb motors i bombes a primers de març, assolint-se el nivell més baix de les aigües i la dessecació dels camps per realitzar el conreu de l'arròs.
Coincidint amb la perellonada es practica la caça a l'albufera quan, acabada la collita de l'arròs recupera el seu espai perdut.